# Сату-Ноу (Панчу, Вранча)
Сату-Ноу (рум. Satu Nou) — село у повіті Вранча в Румунії. Адміністративно підпорядковане місту Панчу.
Село розташоване на відстані 179 км на північний схід від Бухареста, 22 км на північ від Фокшан, 145 км на південь від Ясс, 88 км на північний захід від Галаца, 118 км на схід від Брашова.

## Населення
За даними перепису населення 2002 року у селі проживали 962 особи, усі — румуни. Усі жителі села рідною мовою назвали румунську.